# Dysauxes syntomidalis
Dysauxes syntomidalis är en fjärilsart som beskrevs av Otto Staudinger 1891. Dysauxes syntomidalis ingår i släktet Dysauxes och familjen björnspinnare. Inga underarter finns listade i Catalogue of Life.